# Bhajju Shyam
Bhajju Shyam, né en 1971 à Patangarh (Madhya Pradesh), est un artiste indien. 

## Biographie
Un des artistes les plus connus de l'école Jangarh Kalam créée par son oncle Jangarh Singh Shyam, il a illustré plusieurs livres ,,,,,,,, et obtenu plusieurs prix.

## L'école Jangarh Kalam
Jangarh Kalam veut dire à la fois le style et le pinceau de Jangarh (= Jangarh Singh Shyam). Jangarh, de son vivant mais plus encore après sa mort prématurée en 2001, est le maître incontesté des artistes Pardhan de la communauté Gond du Madhya Pradesh. À travers cette forme artistique nouvelle et bien distincte, cette communauté tribale indienne a gagné une belle victoire sur l’oblitération annoncée de son héritage séculaire et de sa créativité. 
Chacun des artistes du mouvement Jangarh Kalam est inspiré par la mythologie éclatante de la tribu et développe également un style propre, symbolisé formellement par une signature pictographique, logotype formé de points et de traits, qui s’inspire souvent des tatouages et des masques rituels.

## Expositions
- 1998 : New Dehli - Crafts Museum - « Other Masters »
- 1998 : Paris - Musée d'Art Décoratif
- 2010 - New Delhi - Art Alive Gallery
- 2015 : Paris, Espace Beaurepaire, Galerie Anders Hus et Galerie Librairie Impression - « Vernacular India »
- 2018 - Paris « Raconte moi l'Inde, Peintures vernaculaires

## Prix
- The London Jungle Book, mention honorable, Independent Publisher Awards (Multicultural Fiction), 2006
- The Night Life of Trees, BolognaRagazzi Award, New Horizons, Bologne, 2008
- That’s How I See Things, IBBY Honour List in the Illustrator Category, 2010
- The London Jungle Book, sélection au 2015 USBBY Outstanding International Books honor list
- OJAS Award - 2015

### Vidéographie
- « Animating Tribal Art » de Leslie MacKenzie et Tara Douglas avec des artistes Pardhan Gond, 8:16
- Gond painting 2, 6:54